# Камијај (Ајдахо)
Камијај (енгл. Kamiah) град је у америчкој савезној држави Ајдахо.

## Демографија
По попису из 2010. године број становника је 1.295, што је 135 (11,6%) становника више него 2000. године.
| Група             | 2000.         | 2010.         |
| Белци             | 1.008 (86,9%) | 1.051 (81,2%) |
| Афроамериканци    | 3 (0,3%)      | 5 (0,4%)      |
| Азијати           | 4 (0,3%)      | 9 (0,7%)      |
| Хиспаноамериканци | 48 (4,1%)     | 71 (5,5%)     |
| Укупно            | 1.160         | 1.295         |